# 沙坝后棱蛇
沙坝后棱蛇（学名：Opisthotropis jacobi）为游蛇科后棱蛇属的爬行动物。分布于越南以及中国大陆的云南等地。该物种的模式产地在越南北部。

## 保护
本种于2023年被收录入《有重要生态、科学、社会价值的陆生野生动物名录》。